# Koloman Sokol

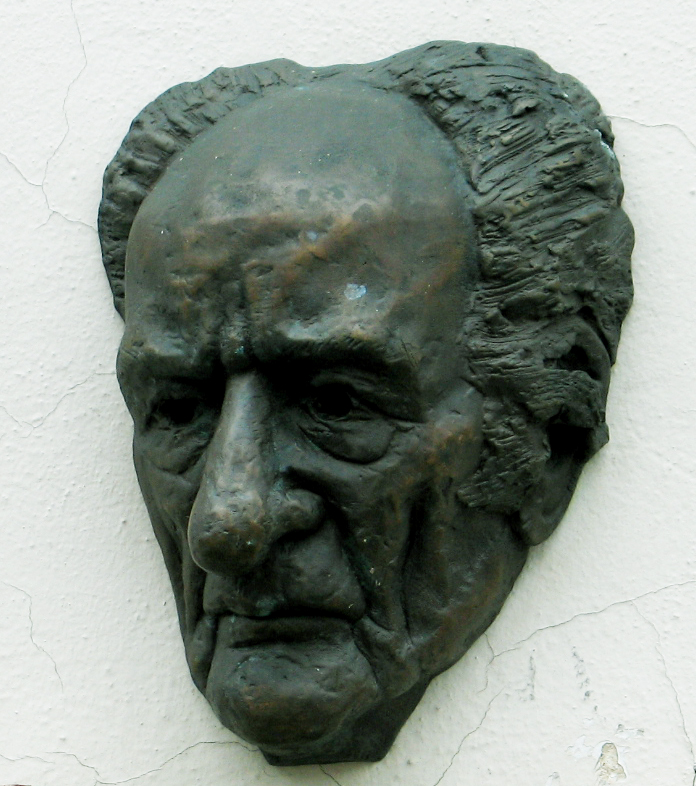
Koloman Sokol

Koloman Sokol (* 12. Dezember 1902 in Liptovský Mikuláš, Komitat Liptau; † 13. Januar 2003 in Tucson, Arizona, USA) war einer der führenden slowakischen Künstler des 20. Jahrhunderts.

## Leben
Sokol besuchte von 1921 bis 1924 die Privatschule Eugen Króns in Košice und ein Jahr später die Schule Gustav Malýs in Bratislava. Auf der Kunstakademie Prag studierte er zwischen 1925 und 1932 u. a. bei Max Švabinský und Tavík František Šimon, im Anschluss folgte ein einjähriges Studium in Paris bei František Kupka. Es schlossen sich mehrere Auslandsaufenthalte an, in seiner Heimat erhielt er die Mitgliedschaft in der SČUG Hollar, eine Vereinigung tschechoslowakischer graphischer Künstler.
Das Mexikanische Ministerium für Kultur und Bildung lud ihn 1937 ein, um in Mexiko-Stadt Grafik an der Schule für Buchkunst und der Universidad Nacional Autónoma de México zu lehren. Diese Tätigkeit übte Sokol vier Jahre lang aus, bis er 1942 in die USA übersiedelte und seine Lehrtätigkeit in New York fortsetzte. Für zwei Jahre kehrte er 1946 nach Bratislava zurück und unterrichtete an der Slowakischen Technischen Universität Bratislava und an der Comenius-Universität Bratislava. Bereits 1948 ging er wieder in die Vereinigten Staaten. Er ließ sich in Bryn Mawr, einem Vorort von Philadelphia, nieder. Ab den 60er Jahren lebte er von der Außenwelt zurückgezogen und entwickelte in dieser Zeit einen besonderen symbolisch-mythologischen Stil. Die letzten Lebensjahre residierte er in Tucson, wo er im Alter von 100 Jahren starb. 
Typisch für die Werke Sokols war der kraftvoll expressionistische Stil, der den Menschen ins Zentrum stellte und oftmals soziale Probleme aufgriff. Vor allem Holzschnitte wurden von ihm gefertigt. Bekannte Werke sind z. B. Na konci mesta (Am Rande der Stadt), Osúdená (Verurteilt), Starý pltník (Der alte Flößer), V ateliéri (Im Atelier), V uličke (Auf der Straße) und Za cieľom (Zum Ziel).